# NGC 4756
NGC 4756 je eliptična galaktika u zviježđu Gavranu. 

## Vanjske poveznice
- (engl.) SEDS: NGC 4756
- (engl.) Revidirani Novi opći katalog
- (engl.) Izvangalaktička baza podataka NASA-e i IPAC-a
- (engl.) Astronomska baza podataka SIMBAD
- (engl.) VizieR